# Cratere Kolya
Kolya è un piccolo cratere lunare di 0,14 km situato nella parte nord-occidentale della faccia visibile della Luna.